# GWR 378 Class
GWR 378 Class (также Sir Daniel Class) — тип пассажирских паровозов стандартной колеи Большой западной железной дороги с осевой формулой 1-1-1, предназначенных для вождения экспрессов. 30 паровозов было построено в 1866 и 1869 годах по проекту Джозефа Армстронга. Паровозы в первоначальном виде проработали до 1898 года, после чего некоторые были перестроены в 0-3-0, а остальные утилизированы. Последний паровоз был утилизирован в 1920 году.

## История
Первые 10 паровозов 1-1-1 стандартной колеи по проекту Джозефа Армстронга были построены в 1866 году. Это были первые пассажирские тендерные паровозы стандартной колеи, построенные на Суиндонском заводе GWR. В 1869 году в Суиндоне было построено ещё 20 паровозов этого типа, почти неотличимых от первой партии (кроме иной формы колпаков предохранительных клапанов).
Первый десяток получил с завода номера 1112—1121 отдельной серии, введённой для паровозов, оплаченных из выручки, а не из основного капитала дороги. В июле или августе 1870 года они были перенумерованы в 577—586 капитального списка после списания десяти старых паровозов брюнелевской колеи.
Два паровоза ещё с завода получили имена: № 378 (1866 г.) «Сэр Дэниел» в честь Дэниела Гуча и № 471 (1869 г.) «Сэр Уоткин» в честь Sir Watkin Williams-Wynn, 6th Baronet после списания ширококолейного паровоза Sir Watkin class с этим именем. С № 471 имя было снято в 1901 году при перестройке в 0-3-0, а № 378 носил имя до списания в 1898 году.
Позднее паровозы № 380 и № 381 получили имена «Северная звезда» и «Утренняя звезда» по наследству от старейших ширококолейных паровозов Star class, списанных в 1871 и 1869 годах соответственно. Эти имена были сняты с паровозов около 1897 года.
Паровозы типа «Сэр Дэниел» водили экспрессы мз Лондона в Вулвергемптон, Вустер и вообще на север, потом в Сомерсет, Южный Уэльс и в других направлениях, когда колею туда перешивали на стандартную. Даже в 1893 году Чарльз Рус-Мартен отмечает прекрасную поездку между Бристолем и Эксетером на главном Корнском экспрессе с таким паровозом.
В 1898—1900 годах было списано три паровоза: № 378, 383 и 479, после чего Уильям Дин начал переделку оставшихся паровозов в товарные 0-3-0. К 1902 году таким образом было переделано 23 паровоза, и преемник Дина Чёрчуорд велел перестройки прекратить, и паровозы № 382, 386, 478 и 579 были в 1903—1904 годах списаны в первоначальном виде.
| Построен        | Заказ            | Зав. №  | Количество | Номера GWR                  |
| --------------- | ---------------- | ------- | ---------- | --------------------------- |
| сент.-окт. 1866 | 1-й пассажирский | 69-78   | 10         | 378-387                     |
| июнь 1869       | 19-й             | 175-177 | 03         | 471-473                     |
| июнь-авг. 1869  | 19-й             | 178-187 | 10         | 1112-1121 (позднее 577—586) |
| авг.-сент. 1869 | 19-й             | 188-194 | 07         | 474-480                     |

## Паровозы 0-3-0
В 1900—1902 годах по проекту Уильяма Дина 23 паровоза были переделаны в товарные 0-3-0. Кроме смены колёс и необходимых изменений в раме, никаких модификаций не потребовалось.
Последние два из этих паровозов были списаны в 1920 году и предварительно даже получили статус «неклассифицированных» по тяговому усилию и «бесцветных» по нагрузке на ось в системе 1919 года.